# David Donoho
David Leigh Donoho (Los Angeles, 5 de março de 1957) é um estatístico estadunidense.
É professor de estatística da Universidade Stanford, onde é também professor da cátedra Anne T. and Robert M. Bass de Humanidades e Ciência.